# Élektra (Agamemnón leánya)

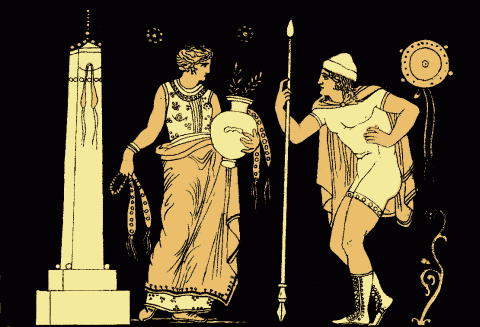
Élektra és Oresztész

Élektra a görög mitológiában Agamemnón és Klütaimnésztra lánya.
Miután anyja megölte a trójai háborúból hazatért apját, feleségül adták egy földműveshez, hogy gyermekei ne tarthassanak igényt a trónra. Amikor testvére, Oresztész hazatért, együtt bosszulták meg apjuk halálát. Később Püladész felesége lett, gyermekeik Médón és Sztrophiosz.

## Irodalmi művek
- Aiszkhülosz: Oreszteia
- Szophoklész: Élektra
- Euripidész: Élektra
- Bornemisza Péter: Magyar Elektra
- Voltaire: Oresztész
- Vittorio Alfieri: Oresztész
- Hugo von Hofmannsthal: Elektra
- Eugene O’Neill: Amerikai Elektra (Mourning Becomes Electra)
- Jean-Paul Sartre: A legyek
- Jean Giraudoux: Elektra
- Gyurkó László: Szerelmem, Elektra

## Filmek
- Elektra (1962) rendezte M. Kakoiannisz, főszereplő Irene Papas
- Szerelmem, Elektra (1974) – rendezte Jancsó Miklós
- Szerelmem, Elektra (1980) – rendezte Esztergályos Károly, főszereplő Ábrahám Edit
- Elektra mindörökké (1995) – rendezte Koltay Gergely, főszereplő Papadimitriu Athina, Varga Miklós
- Elektra (2005) – rendezte Rob Bowman, főszereplők Jennifer Garner, Goran Višnjić, Kirsten Prout